# Sergio Pessoa Jr.
Sergio Pessoa Junior (* 3. září 1988 v São Paulu, Brazílie) je původem brazilský zápasník–judista, který žije od svých 16 let v Kanadě a je majitelem kanadského pasu od roku 2009.

## Sportovní kariéra
Pochází se sportovní rodiny. Otec Sergio Pessoa Sr. reprezentoval Brazílii v judu v osmdesátých letech. V roce 2005 šel s rodiči za lepšími životními podmínkami do Kanady, kde v roce 2009 obdržel kanadský pas. Připravuje se v Montréalu pod vedením svého otce. Po slibném roce 2010 se na jeho konci při prosincovém tréninkovém kempu zranil. Po operaci kyčelního kloubu se vrátil v květnu 2011, ale záhy si přetrhal vazy v levém koleni. Body za úspěšnou sezonu 2010 mu nakonec stačily ke kvalifikaci na olympijské hry v Londýně, kde po vyrovnaném úvodním kole prohrál s Kazachem Jerkebulanem Kosajevem na praporky. V roce 2014 stál nad otázkou ukončení sportovní kariéry po druhé operaci levého kolene. Vrátil se v roce 2015 a na panamerickém turné světového poháru v roce 2016 si o jeden bod zajistil účast na olympijských hrách v Riu. Před téměř domácím publikem nepřešel jako před čtyřmi lety přes úvodní kolo, když byl nad jeho síly Gruzínec Amiran Papinašvili.

### Vítězství
- 2010 - 2x světový pohár (Miami, Apia)

## Výsledky
| Turnaj                  | 2009            | 2010            | 2011            | 2012            | 2013            | 2014            | 2015            | 2016            |
| Turnaj                  | 21              | 22              | 23              | 24              | 25              | 26              | 27              | 28              |
| Turnaj                  | superlehká váha | superlehká váha | superlehká váha | superlehká váha | superlehká váha | superlehká váha | superlehká váha | superlehká váha |
| ----------------------- | --------------- | --------------- | --------------- | --------------- | --------------- | --------------- | --------------- | --------------- |
| Olympijské hry          |                 |                 |                 | úč.             |                 |                 |                 | úč.             |
| Mistrovství světa       | úč.             | úč.             | —               |                 | úč.             | —               | úč.             |                 |
| Panamerické hry         |                 |                 | —               |                 |                 |                 | 5.              |                 |
| Panamerické mistrovství | —               | —               | —               | 2.              | —               | —               | —               | 2.              |